# عبدالله بن حمد الشعيلي
قالب:شخص
عبدالله بن حمد بن صالح الشعيلي (من مواليد عام 1949) هو أحد أبرز الشخصيات الأمنية في سلطنة عمان. حصل على شهادة من الكلية الملكية للدراسات الدفاعية في لندن، وهي من أعرق المؤسسات الأكاديمية العسكرية في العالم.

## بداية المسيرة المهنية
التحق بـجهاز الأمن الداخلي في 1 فبراير 1974، ويُعد من جيل المؤسسين لهذا الجهاز في سلطنة عمان الحديثة، حيث ساهم بشكل كبير في تطوير هيكلته وأدائه. وكانت مسيرته حافلة بالإنجازات العملياتية التي كان لها أثر ملموس على أمن الوطن. في 1 سبتمبر 1992، صدر مرسوم سلطاني بتعيينه مساعدًا لرئيس الجهاز.
وفي 4 أبريل 1999، صدر مرسوم سلطاني بترقيته إلى رتبة لواء، مما عزز موقعه في الهرم الأمني للسلطنة.

## الإنجازات والجوائز
نال اللواء عبدالله بن حمد الشعيلي عدة أوسمة، من أبرزها:
- وسام السلطان قابوس من الدرجة الثالثة (1995)، تقديرًا لجهوده.
- وسام الصمود من الدرجة الثانية (2010)، لدوره البارز في مواجهة التحديات الأمنية التي واجهت السلطنة[2].

كان له دور بارز في القضاء على الجبهة الشعبية لتحرير عمان والخليج العربي، وهي حركة تمرد ماركسية هدفت إلى زعزعة استقرار السلطنة في السبعينيات. وتميّز اللواء بقدرات عالية في تحليل وتقييم المعلومات الاستخبارية، ما ساهم في إحباط العديد من العمليات التآمرية التي استهدفت الأمن الوطني لسلطنة عمان.

## التقاعد والمساهمة المستمرة
تقاعد اللواء عبدالله بن حمد الشعيلي في 1 أبريل 2013، إلا أن خبرته الطويلة لم تتوقف عند هذا الحد، حيث استمر في تقديم محاضرات أمنية وسياسية للأجهزة الأمنية والكليات العسكرية، بما في ذلك كلية القيادة والأركان وكلية الدفاع الوطني.

## الإنتاج الأدبي
امتدت إسهاماته إلى المجال الأدبي أيضًا، حيث أصدر عدة كتب، من أبرزها:
- الولاء (2010): تناول فيه مفاهيم الولاء الوطني.
- الانحراف الفكري سر تخلف العرب والمسلمين وظهور الإرهاب (2023): ناقش فيه الأسباب الفكرية والثقافية لتأخر العالم العربي عن ركب التقدم الحضاري[4].

## الهوايات الفنية
يهتم اللواء عبدالله بن حمد الشعيلي بالموسيقى، وله إنتاج فني موسيقي وشعري.

## وصلات خارجية
- المرسوم السلطاني بتعيين مساعد لرئيس الجهاز
- صفحة الكتاب على موقع حكمة
- تقرير وكالة الأنباء العمانية
- نقاشات في منتدى سبلة عمان